# Fun Skatepark

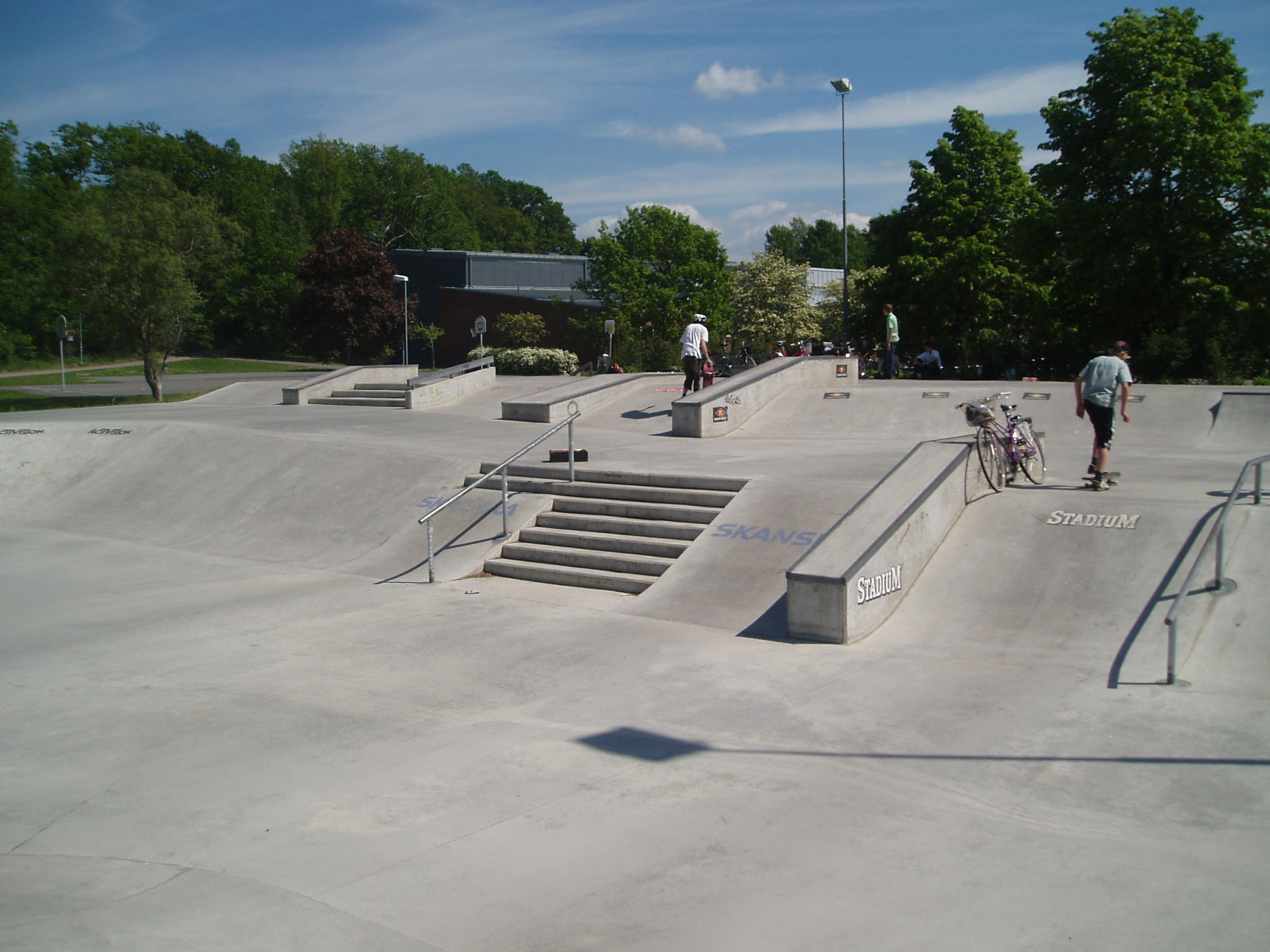
Fun Skatepark år 2006.

Fun Skatepark , är enligt sin webbsida "Nordens första utomhusskatepark i betong". Parken invigdes år 2003, har öppet dygnet runt och är gratis att använda. Den har en yta på drygt 1450 m² och är därmed en av de absolut största i Sverige. Parken ligger i området Ekholmen, Linköping och har sponsrats av flera företag samt av Linköpings kommun.